# 吴中如
吴中如（1939年9月9日—2023年2月5日），江苏宜兴人，中国水工结构专家，河海大学教授。1963年毕业于华东水利学院。1997年当选为中国工程院院士。